# باسكوال غارسيا بينيا
باسكوال غارسيا بينيا (بالإسبانية: Pascual García Peña)‏ هو ممثل مكسيكي، ولد في 17 سبتمبر 1910 في المكسيك، وتوفي في 1977.

## وصلات خارجية
- باسكوال غارسيا بينيا على موقع IMDb (الإنجليزية)
- باسكوال غارسيا بينيا على موقع قاعدة بيانات الفيلم (الإنجليزية)